# Beleg van Rijnberk (1598)
Het Beleg van Rijnberk (tegenwoordig Rheinberg) vond plaats van 9 oktober tot en met 14 oktober 1598, tijdens de Tachtigjarige Oorlog. Francesco de Mendoza liet dat jaar zijn leger de stad omsingelen en belegeren. Tijdens een bestorming werd de kruittoren getroffen door een kanonskogel waardoor een enorme explosie volgde, de stadsmuur omviel en enkele huizen instortten. Er restte de stad niets anders dan capitulatie.

## Aanloop
Mendoza was Orsoy nog aan het belegeren toen hij La Barlotte opdracht gaf om met een deel van het leger de weg voor te bereiden voor de tocht naar Rheinberg. Barlotte vorderde alle schepen op de Rijn. Deze moesten met hun vaartuigen tussen Bonn en Keulen verzamelen. Hij joeg intussen alle Staatsen op de Rijn weg. Nu konden de troepen van Mendoza met de gevorderde vaartuigen de oversteek op de Rijn maken.
Intussen heerste in Rheinsberg al een tijdje de dodelijke pest omdat het water in de Rijn ongebruikelijk laag stond. Op 29 september was gouverneur Hans Schaeff aan de pest overleden en werd Lucas Hedding benoemd als nieuwe gouverneur van de stad. Enkele dagen later, op 2 oktober, verscheen een groot Spaans leger voor de stad. Hoewel Rheinberg een Staatse bezetting had, viel het onder de regering van het Keurvorstendom Keulen. Rheinberg was daardoor neutraal verklaard.

## Beleg
Het beleg was in volle gang. Op 14 oktober hing een dichte mist over Rijnberk en omstreken. De Spaanse troepen waren met hun approches dicht bij de Casselpoort genaderd, enkele meters van de gracht. Bij de halve maan waren ze dicht bij de Rijnpoort gekomen waar ze een batterij geschut opstelden. Zij stuurden een trommelaar naar de stad, die namens kolonel d'Avalos de stad kwam opeisen. De magistraat had daarover een vergadering belegd en zij hadden bij de nieuwe gouverneur Hedding aangedrongen om een bode te sturen naar de keurvorst van Keulen. Die zou moeten bemiddelen tussen de twee partijen. Hij zou de admirant duidelijk moeten maken dat Rijnberk neutraal was verklaard. De krijgsraad besliste echter dat de stad tot het uiterste verdedigd zou moeten worden en zond de trommelaar met die mededeling terug naar de kolonel. Toen Mendoza het nieuws hoorde liet hij meteen de batterijen vuren.
Opeens klonk een harde slag, gevolgd door een enorme vuurzuil, die knetterend omhoog steeg. Grote steenklompen werden de lucht in geslingerd, huizen vielen krakend in elkaar. De stadsmuur werd in de gracht geworpen. Het water dat even daarvoor rimpelloos was, was woest geworden als golven in de zee, vaartuigen botsen tegen elkaar en zonken daardoor. De houten poort en een deel van de stadsmuur sloeg in de halve maan. Alle daarin gelegerde Staatse soldaten werden daardoor gedood. Ook menig Spanjaard voor de halve maan kwam om. Burgers in hun huizen kwamen om. De kruittoren was door een Spaanse kogel geraakt die waarschijnlijk via een dichtgemetseld raam was binnen gedrongen en de vaten met buskruit had getroffen. Deze had het lot van Rijnberk beslist. Gouverneur Lucas Hedding werd ook door de explosie gedood. Men probeerde nog op de halve maan te geraken, maar die was door de belegeraars al bezet door vers volk. De stad zat nu zonder buskruit maar ook zonder gouverneur. In een krijgsraad werd uiteindelijk besloten tot overgave. Het beleg was hiermee op slag voorbij. De volgende dag verlieten de Staatsen de stad met stille trom, opgerolde vaandels en gedoofde lonten.

## Nasleep

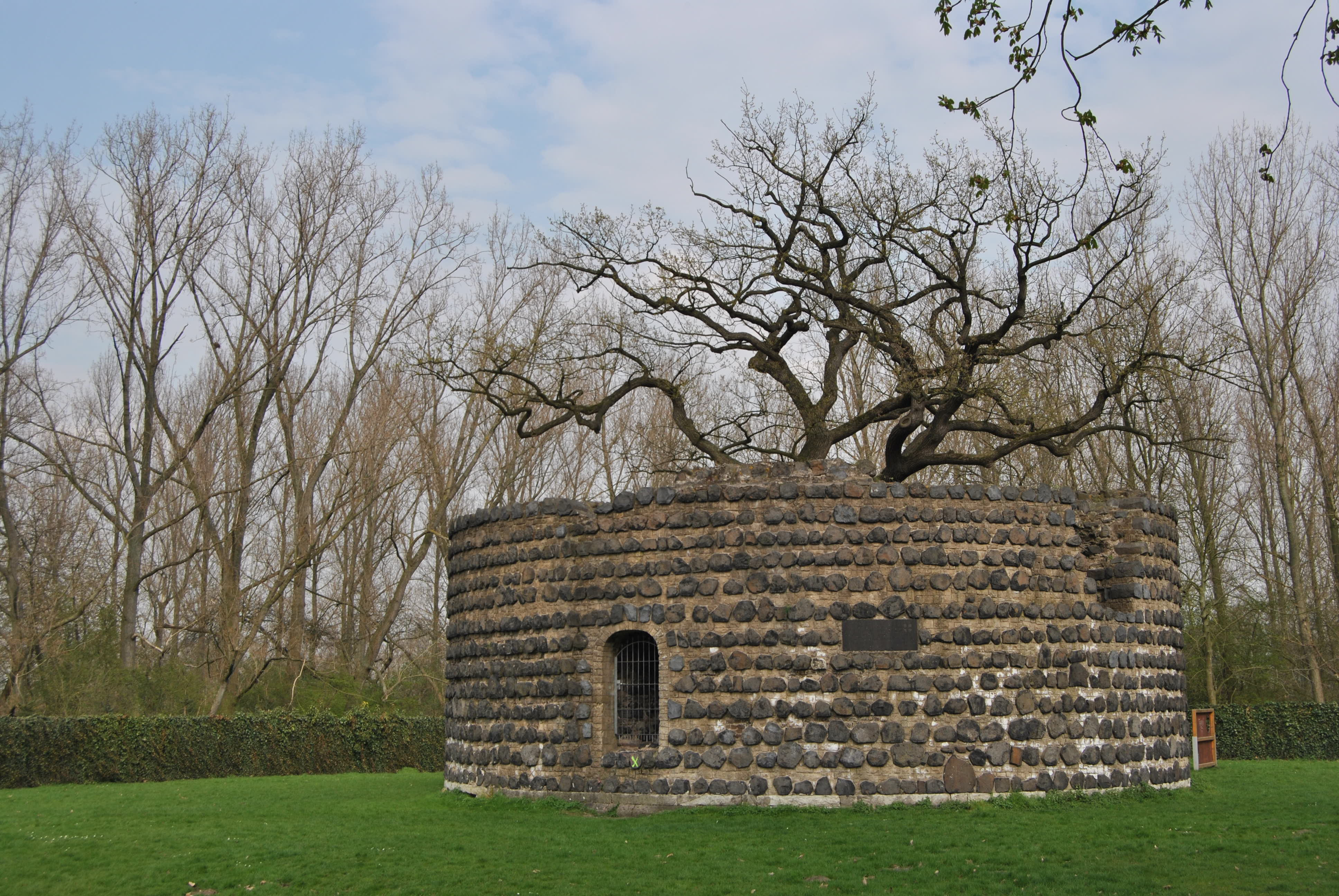
Restanten van de kruittoren

Volgens Wagenaar zou de explosie in een klap de lucht gezuiverd hebben, waarmee de heersende pest ten einde kwam. Rijnberk zou vanaf die dag onder Spaans gezag blijven tot de inname van 1601 als Maurits van Nassau, de latere prins van Oranje, met een leger van 10.000 man de stad weet te winnen voor de Staatsen.
In 1292 werd met de bouw gestart van de toren door aartsbisschop Siegfried van Westerburg en werd voltooid in 1298 door Wigbold I van Holte. De toren was deel van de stadsmuur op de noordoostelijke hoek van de stad waar de toren aansloot op het kasteel. De toren werd oorspronkelijk gebouwd om tol te heffen van de scheepvaart op de rivier. Ook werd de toren gebruikt als gevangenis en munitiedepot voor de opslag van buskruit. Na de ontploffing in 1598 werd de toren herbouwd. In 1636 kwam het wederom tot een explosie, ditmaal als gevolg van een blikseminslag. Ten derden male zelfs in 1703 tijdens de Pruisische bezetting. Toen werd de toren gesloopt door meerdere kogels. Tegenwoordig zijn er nog overblijfselen van die bescherming genieten als rijksmonument.
Beleg van Rijnberk (1586-90) · 
Beleg van Rijnberk (1597) ·
Beleg van Rijnberk (1598) · 
Beleg van Rijnberk (1601) · 
Beleg van Rijnberk (1606) · 
Beleg van Rijnberk (1633)